# Literární cena Selmy Lagerlöfové

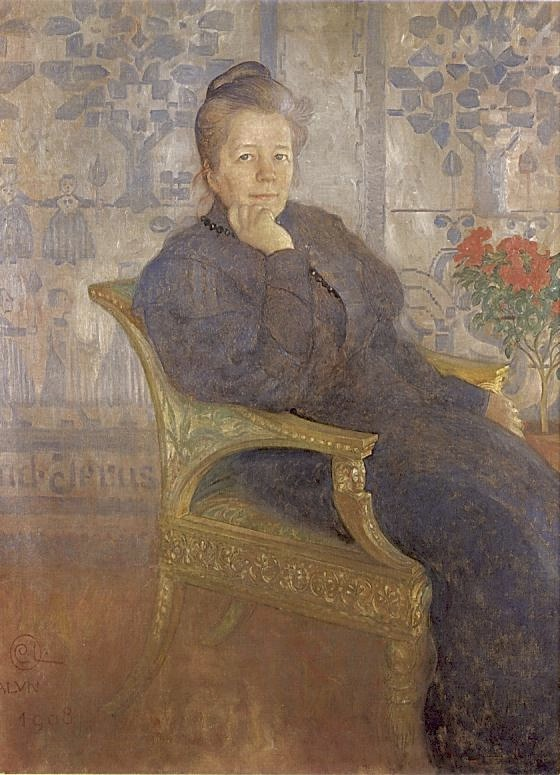
Carl Larsson: Selma Lagerlöf (1908).

Literární cena Selmy Lagerlöfové (švédsky Selma-Lagerlöf-Preis) je literární cena předním spisovatelům píšícím v duchu Selmy Lagerlöfové. Byla založena v roce 1984 a je každoročně udílena Spolkem literární ceny Selmy Laferlöfové při příležitosti týdne kultury v Sunne ve Värmlandu, který se koná 13. srpna. Je honorována 100 000 švédskými korunami.

## Laureáti
- 2024 – Steve Sem-Sandberg
- 2023 – Bengt Berg
- 2022 – Inger Edelfeldt
- 2021 – Niklas Rådström
- 2020 – Monika Fagerholm
- 2019 – Kristina Sandberg
- 2018 – Carola Hansson
- 2017 – Lars Norén
- 2016 – Sara Stridsberg
- 2015 – Stewe Claeson
- 2014 – Lotta Lotass
- 2013 – Kjell Johansson
- 2012 – Klas Östergren
- 2011 – Ellen Mattson
- 2010 – Jan Lööf
- 2009 – Lars Gustafsson
- 2008 – John Ajvide Lindqvist
- 2007 – Barbro Lindgrenová
- 2006 – Lars Jakobson
- 2005 – Birgitta Stenbergová
- 2004 – Sigrid Combüchenová
- 2003 – P C Jersild
- 2002 – Peter Englund
- 2001 – Agneta Pleijelová
- 2000 – Torgny Lindgren
- 1999 – Kristina Lugnová
- 1998 – Göran Palm
- 1997 – Per Olov Enquist
- 1996 – Rolf Edberg
- 1995 – Ulla Isakssonová
- 1994 – Stig Claesson
- 1993 – Georg Henrik von Wright
- 1992 – Tove Janssonová
- 1991 – Lars Gyllensten
- 1990 – Lars Andersson
- 1989 – Kerstin Ekmanová
- 1988 – Lars Ahlin
- 1987 – Göran Tunström
- 1986 – Astrid Lindgrenová
- 1985 – Sara Lidmanová
- 1984 – Birgitta Trotzigová